# Morgan Ciprès
Morgan Ciprès (Melun, 24 april 1991) is een Frans voormalig kunstschaatser. Ciprès nam in 2014 met zijn schaatspartner Vanessa James deel aan de Olympische Winterspelen in 2014 en in 2018. James en Ciprès werden respectievelijk tiende en vijfde bij de paren en zesde en tiende met het landenteam. In 2019 werden ze Europees kampioen.

## Biografie
Ciprès begon in 1995 met kunstschaatsen. Hij kwam in eerste instantie uit als soloschaatser en debuteerde in 2004 bij de Junior Grand Prix-wedstrijden. Vanwege een blessure moest hij het seizoen 2007/08 overslaan. Ciprès eindigde als 13e op het WK junioren 2010. In september 2010 stapte hij over naar het paarrijden en ging hij schaatsen met kunstschaatsster Vanessa James.
James en Ciprès werden vijfmaal op rij Frans kampioen, in 2019 aangevuld met de zesde titel. Na als zesde, vijfde en vierde te zijn geëindigd op de Europese kampioenschappen, belandden ze in 2017 op het podium: ze veroverden de bronzen medaille. Na de vierde plaats in 2018 werd in 2019 de titel behaald. Dit was de tweede Franse titel in het paarrijden, Andrée Brunet / Pierre Brunet gingen hun in 1932 voor. Op de WK was de achtste plek in 2013 en in 2017 de beste prestatie totdat ze in 2018 het brons veroverden. Ze vertegenwoordigden Frankrijk in 2014 en 2018 op de Olympische Winterspelen.
In september 2020 maakten James en Ciprès bekend hun sportieve carrière te hebben beëindigd.

## Belangrijke resultaten
tot 2010 solo, 2010-2020 met Vanessa James (voor Frankrijk uitkomend)
| Kampioenschap           | 06/07 |  | 08/09 | 09/10 |        | 11/12 | 12/13         | 13/14 | 14/15 | 15/16 | 16/17         | 17/18 | 18/19 |
| ----------------------- | ----- |  | ----- | ----- | ------ | ----- | ------------- | ----- | ----- | ----- | ------------- | ----- | ----- |
| Olympische Spelen       |       |  |       |       |        |       | 10e 6e (team) |       |       |       | 5e 10e (team) |       |       |
| Wereldkampioenschap     |       |  |       |       | 16e    | 8e    | 10e           | 9e    | 10e   | 8e    | Brons         | 5e    |       |
| Europees kampioenschap  |       |  |       |       | 6e     | 4e    | 5e            | 5e    | 4e    | Brons | 4e            | Goud  |       |
| Grand Prix-finale       |       |  |       |       |        |       |               |       |       |       |               | Goud  |       |
| Nationaal kampioenschap | 11e   |  | 7e    | 4e    | Zilver | Goud  | Goud          | Goud  | Goud  | Goud  | t.z.t.        | Goud  |       |
| WK junioren             |       |  |       | 13e   |        |       |               |       |       |       |               |       |       |

t.z.t. = trokken zich terug